# John Francis Daley
John Francis Daley est un acteur, scénariste, réalisateur et producteur américain, né le 20 juillet 1985 à Wheeling dans l'Illinois.

## Biographie
John Francis Daley commence sa carrière d'acteur dans une tournée nationale puis internationale de The Who's Tommy, dans laquelle il interprète Tommy enfant. Il fait, ensuite, ses débuts à la télévision en 1999 dans la courte série de la NBC Freaks and Geeks, sous les traits de Sam Weir. Bien que le show reçoive d'excellentes critiques de la part de la presse, il ne dure pas très longtemps.
John fait quelques apparitions successives dans Boston Public (Anthony Ward), La Famille de mes rêves (Carter Ryan), The Ellen Show (Erik) ainsi que Spin City. Sa carrière est ainsi lancée, ce qui lui permet de participer à Regular Joe en 2003, dans laquelle il prête ses traits à Grant Binder.
En 2005, il décroche l'un des rôles principaux de Kitchen Confidential, le jeune cuistot apprenti Jim, mais les audiences ne sont pas au rendez-vous et la sitcom se voit annulée au bout de 13 épisodes. Après une participation à The Call en 2006, il retrouve un rôle régulier dans la série Bones qu'il rejoint à partir du quatrième épisode de la troisième saison.
John est ceinture noire de Kung Fu, joue du piano, de la batterie et chante dans un groupe, Dayplayer. Il a auditionné plusieurs fois pour Les Misérables mais n'était jamais assez grand pour jouer Gavroche.

## Filmographie

### Comme acteur

#### Cinéma
- 2000 : Allerd Fishbein's in Love : Allerd Fishbein
- 2003 : Hôtesse à tout prix : Rodney
- 2005 : Service non compris : Mitch
- 2006 : Clark and Michael : Tom
- 2008 : 5-25-77 de Patrick Read Johnson (en) : Pat Johnson
- 2008 : Burying the Ex de Joe Dante : Zak
- 2011 : Comment tuer son boss ? de Seth Gordon : Carter

#### Télévision
- 2000 : Freaks and Geeks : Sam Weir
- 2000-2001 : La Famille de mes rêves : Carter Ryan
- 2001 : The Kennedys : Anthony
- 2001 : Boston Public : Anthony Ward
- 2001 : The Ellen Show : Erik
- 2002 : Spin City : Spencer
- 2003 : Regular Joe : Grant Binder
- 2004 : Amy : Jace Crosby
- 2006 : Kitchen Confidential : Jim
- 2006 : Les Lectures d'une blonde : Kevin
- 2007 - 2014 : Bones : Dr Lance Sweets
- 2010 : The Call : Tom
- 2012 : The Finder : Dr Lance Sweets

### Comme scénariste
- 2011 : Comment tuer son boss ? de Seth Gordon (coscénariste)
- 2013 : L'Île des Miam-nimaux : Tempête de boulettes géantes 2 de Cody Cameron et Kris Pearn (coscénariste)
- 2013 : L'Incroyable Burt Wonderstone (The Incredible Burt Wonderstone) de Don Scardino (coscénariste)
- 2014 : Comment tuer son boss 2 de Sean Anders (coscénariste)
- 2017 : Spider-Man: Homecoming de Jon Watts (coscénariste)
- 2023 : Donjons et Dragons : L'Honneur des voleurs (Dungeons & Dragons: Honor Among Thieves)

### Comme réalisateur
- 2015 : Vive les vacances (Vacation) (coréalisé avec Jonathan Goldstein)
- 2018 : Game Night (coréalisé avec Jonathan Goldstein)
- 2023 : Donjons et Dragons : L'Honneur des voleurs (Dungeons & Dragons: Honor Among Thieves) (coréalisé avec Jonathan Goldstein)

### Comme producteur
- 2019 : Stuber de Michael Dowse